# Бовингтон, Эдди
Эдвард Эрнест Перриан Бовингтон (англ. Edward Ernest Perrian Bovington; род. 23 апреля 1941, Эдмонтон, Большой Лондон) — английский футболист, полузащитник.

## Карьера
Во взрослом футболе дебютировал в 1959 году в клубе «Вест Хэм Юнайтед». Впервые вышел на поле 18 апреля 1960 года в матче против «Манчестера Юнайтед». В сезоне 1963/64 вместе с командой выиграл Кубок Англии и в том же году стал обладателем Суперкубка Англии. Свой единственный гол за команду Бовингтон забил 26 октября 1966 года в ворота клуба «Ноттингем Форест».
Завершил карьеру футболиста в 1968 году, после чего занялся торговлей. В дальнейшем Бовингтон вспоминал, что у него были плохие отношения с тренером Роном Гринвудом и он не включал его в основной состав команды из-за того, что считал его недостаточно опытным игроком.

## Достижения
«Вест Хэм Юнайтед»
- Обладатель Кубка Англии: 1963/64[2]
- Обладатель Суперкубка Англии: 1964[3]